# 棚橋麻衣
棚橋 麻衣（たなはし まい、1983年8月23日 - ）は、日本の女性タレント。
ホリプロアナウンサーズプロモーション所属。栃木県出身。血液型はA型。身長は155cm。
父親は学校法人幸福の科学学園高等学校野球部監督棚橋誠一郎。夫は元鬼ヶ島 (お笑いトリオ)の浅沼達朗。

## 人物
- 日本女子体育大学体育学部スポーツ健康学科卒業。中学・高校の保健体育教員免許を保有する。
- 2005年11月、智一・美樹のラジオビッグバンの7代目アシスタント（第5期BGP）となる。アシスタントのメンバーで、Kistyというユニットを結成していた。
- 2007年から、同じホリプロアナウンサーズプロモーション所属のタレント、木谷真美とのコンビ『りぞっつ』のメンバーとしてお笑いの活動も行っていたが、2008年2月でりぞっつの活動を休止した[3]。
- 実家は割烹料理店を営んでいて、弟と妹がいる[4]。
- 父は元高校球児で栃木県大会対戦した江川卓（作新学院）からヒットを打ったことがあるといい、2019年12月に幸福の科学学園高等学校野球部監督に就任している[2]。
- 担当マネージャーは鉄道ファンとして有名な南田裕介である。
- 2016年3月27日、第一子となる女児を出産したことをブログで報告した[5]。
- 2019年、第2子出産。

## 出演作品

### テレビ
- 芸人魂!ガチレース3（2007年、レポーター）
- 三つのたまご（2009年、NHK総合） - レポーター
- NHKとっておきサンデー（2011年、NHK総合） - アシスタント
- 高校野球中継（2015年、TOKYO MX） - リポーター

### ラジオ
- kistyのkisty time（インターネットラジオ BBQR）
- 智一・美樹のラジオビッグバン（2005年11月 - 2006年9月、文化放送）7代目アシスタント（第5期BGP）
- ランチタイムミュージック（超!A&G+）
  - 棚橋麻衣のランチタイムミュージック（2006年10月 - 12月） - 公開イベントのみで放送無し
  - 棚橋麻衣と佐藤聡美のランチタイムミュージック（2007年9月 - 12月）
  - 棚橋麻衣と佐藤聡美のランチタイムミュージック月曜日（2008年4月 - 12月）
- 檜山豊の無修正ラジオ（2007年4月 - 、FM南青山）アシスタント
- 麻衣としゅがぁのまっしゅ☆Room（2008年1月 - 3月、超!A&G+）
- Music Tavigation（2008年10月 - 2009年3月、エフエムナックファイブ）
- マリーに聞いてゴー!（2009年3月 - 、JFN）
- アンテロープ・レッグ・スタイル（2009年10月 - 、NHKデジタルラジオ）
- My-Spo Style（2013年11月 - 、FM NACK5）- SPO-NOWの内包番組。- 土曜12:30 - 12:55
- NACK5の番組内のレポーター（「NACK ON TOWN」、「EXCITING SATURDAY」など）
- SWEET!!（2020年9月 - 、ラジオ日本）  - 水・木曜日
- 伊集院光のタネ（2023年10月11日 - 、ニッポン放送） - パートナー  - 不定期
- RBZ friday（2016年4月 - 2024年3月、エフエム栃木） - パーソナリティ - 金曜日

### CD
- 「恋人は……（テンテンテン）」（Kisty名義）

### 舞台
- PROPAGANDA STAGE 飛龍伝〜あのシュプレヒコールの波濤を超えて〜（2003年1月、東京芸術劇場小ホール2） - 風間麻貴 役
- PRESENT（2004年2月、かめありリリオホール／2006年2月、東京芸術劇場小ホール2） - テレサ 役

### その他
インターネットテレビ
- エクセラpresents表参道カフェ『HAPなりぞっつTIME』（2008年1月10日 - 2月14日、あっ!とおどろく放送局）
- エクセラpresents表参道カフェ『HAPなショーTIME』（2008年2月21日 - 3月27日、あっ!とおどろく放送局） - やじまさゆりと共演
- HAPなショーTIME（2008年4月3日 - 6月26日、あっ!とおどろく放送局） - やじまさゆりと共演